# Instituto Geológico, Minero y Metalúrgico
El Instituto Geológico, Minero y Metalúrgico (INGEMMET) es un organismo público técnico especializado y descentralizado; adscrito al Ministerio de Energía y Minas del Perú, con plena autonomía técnica, administrativa y económica.Su enfoque está orientado a generar mayores relaciones entre los inversores mineros y las comunidades peruanas. Su labor abarca la investigación en geología básica, evaluación de los recursos del subsuelo, análisis de riesgos geológicos y el estudio del geoambiente, así como la dirección del Procedimiento Ordinario Minero.
Desde su fundación, la institución ha asumido la responsabilidad primordial de recopilar, almacenar, registrar, procesar, administrar y difundir de manera eficiente toda la información geocientífica relacionada con los recursos del subsuelo, los riesgos geológicos y el entorno ambiental en el territorio peruano.

## Historia
Fue creado el 5 de diciembre de 1978 mediante Decreto Supremo n.º 021-78-EM/OR, como resultado de la fusión del Instituto de Geología y Minería (INGEOMIN) con el Instituto Científico y Tecnológico Minero (INCITEMI). Asimismo, el Decreto Ley n.º 22390, que modifica el Decreto Ley n.º 21094, Ley Orgánica del Sector Energía y Minas, incorpora al INGEMMET como una Institución Pública Descentralizada del sector.
El 21 de febrero de 2007 mediante D.S. n.º 008-2007-EM, el INGEMMET asimila al Instituto Nacional de Concesiones y Catastro Minero (INACC). Las funciones tanto jurisdiccionales administrativo mineras de competencia nacional como las responsabilidades geocientíficas, derivadas de la fusión, se mantienen en línea con las que ambas entidades poseían antes de este suceso.

## Servicios Virtuales de INGEMMET

### GEOCATMIN: Perú en alerta
Esta plataforma brinda la posibilidad de visualizar, en tiempo real, la actividad de todos los volcanes activos en el territorio nacional, junto con su ubicación y el nivel de riesgo que implica para la población. Además, permite monitorear las áreas del país propensas a inundaciones, deslizamientos de tierra y la actividad sísmica registrada en los últimos 30 días.

### Zonas Críticas por Peligros Geológicos
Este aplicativo permite la visualización de las áreas en Perú propensas a diversos peligros geológicos, incluyendo la caída de rocas, derrumbes, vuelcos, deslizamientos, huaicos, avalanchas, reptación, erosión de laderas, inundación fluvial, arenamiento, erosión fluvial, aluvión, erosión marina, hundimiento y movimientos complejos.

### Perú en Alerta: Alerta Vulcanológica
Esta plataforma, similar a GEOCATMIN, se centra exclusivamente en la actividad volcánica del país. Proporciona información detallada sobre los riesgos principales para las poblaciones cercanas a los volcanes activos en Perú. Además, facilita la visualización de la ubicación de volcanes inactivos, así como de las principales vías nacionales, ríos, lagos, y otros elementos geográficos relevantes.

### Catálogo Virtual de Fósiles
Mediante esta herramienta en línea, INGEMMET ofrece acceso a un extenso catálogo de imágenes acompañadas de concisas descripciones de cada fósil que tiene bajo su custodia. La finalidad de esta plataforma es servir como una amplia biblioteca de referencia dirigida a la comunidad científica a nivel nacional e internacional, facilitando así la contribución a diversas investigaciones en el ámbito paleontológico.